# Sektorenfeuer

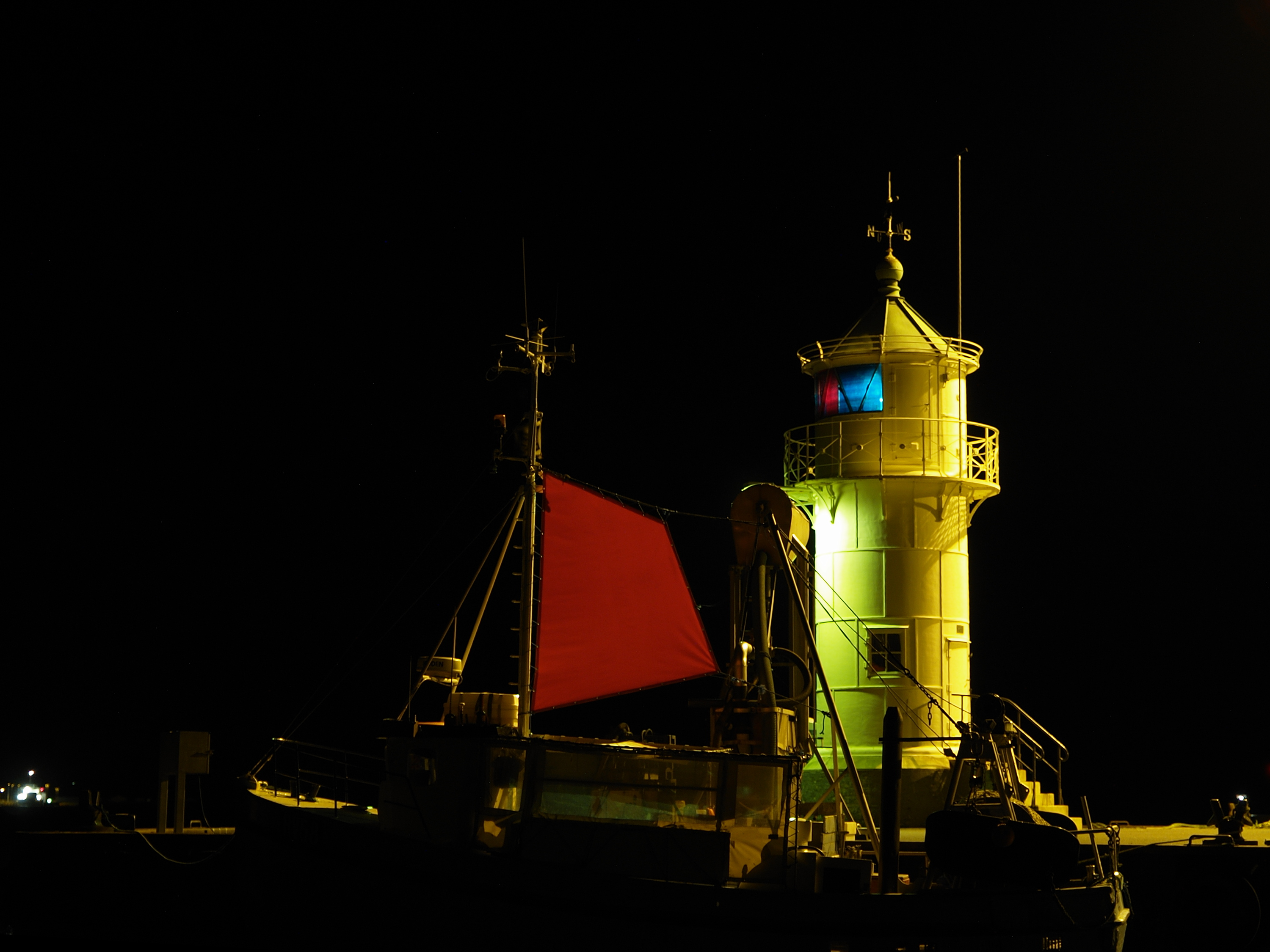
Leuchtturm von Årøsund mit rotem und grünem Sektor leuchtend

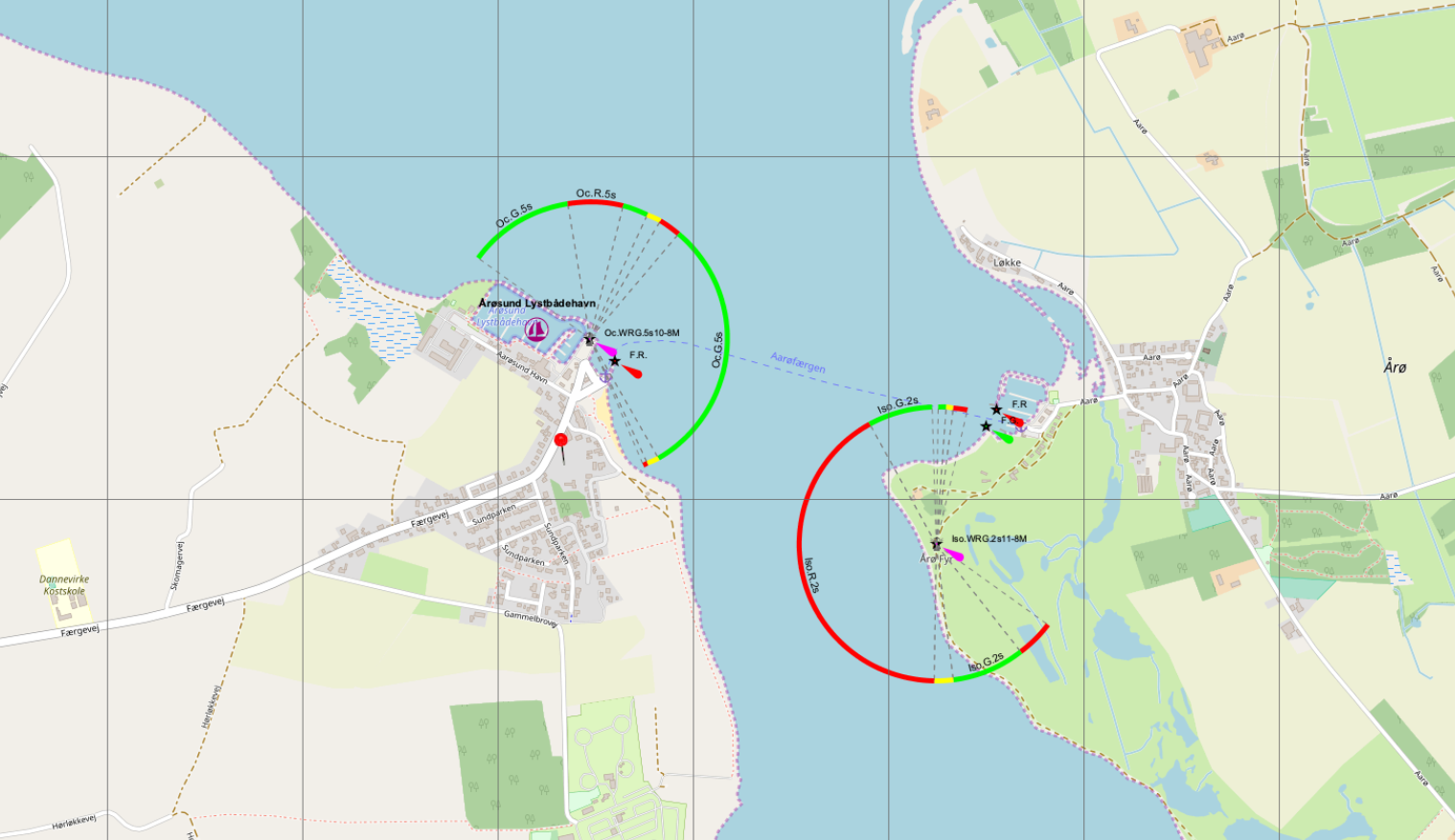
Derselbe Leuchtturm in der Seekarte (zusammen mit Årø Fyr)

Mit Sektorenfeuer bezeichnet man in der Seefahrt ein Leuchtfeuer, das nicht im gesamten Horizontbereich einheitlich leuchtet, sondern in den verschiedenen Richtungen Licht mit unterschiedlichen Kennungen ausstrahlt. Häufig werden verschiedene Farben verwendet, beispielsweise Rot, Weiß, Grün. Alternativ kommen verschiedene Taktungen in Frage, die sich nach Länge von Hell- und Dunkelphasen in Blinke, Blitze, Funkeln, Gleichtakt oder Unterbrechungen aufteilen. Der zu steuernde Kurs ist aus der Seekarte zu entnehmen. Die meisten Sektorenfeuer sind so eingerichtet, dass man sich im Weißen Sektor bewegen sollte, wenn man auf das Feuer zusteuert oder davon weg. Bei ganz engen Durchfahrten werden statt Sektorfeuern auch Richtfeuer eingesetzt.
Ein Sonderfall sind Dunkelsektoren, also Richtungen, aus denen das Feuer nicht zu sehen ist. Auch sie sind in der Seekarte eingezeichnet, damit der Schiffsführer weiß, aus welchen Richtungen er einen Leuchtturm nicht sehen kann, beispielsweise weil sich eine Insel davor befindet.

## Quelle
- Joachim Schult; Segler-Lexikon; Bielefeld 2008; Stichworte „Sektor“, „Sektorenfeuer“; ISBN 978-3-7688-1041-8